# Parigi-Roubaix 1898
La Parigi-Roubaix 1898, terza edizione della corsa, si svolse il 18 aprile 1898 su un percorso di 268 km. La vittoria fu appannaggio dell'italiano Maurice Garin, che completò il percorso in 8h13'16", precedendo i francesi Auguste Stephane e Édouard Wattelier. 
Presero il via da Chatou 32 ciclisti, 18 di essi tagliarono il traguardo di Roubaix (furono 10 francesi, 4 belgi, 2 italiani, 1 danese ed 1 svizzero).

## Ordine d'arrivo (Top 10)
| Pos. | Corridore         | Squadra | Tempo      |
| ---- | ----------------- | ------- | ---------- |
| 1    | Maurice Garin     | -       | 8h13'16"   |
| 2    | Auguste Stephane  | -       | a 29'32"   |
| 3    | Édouard Wattelier | -       | a 33'52"   |
| 4    | Jean Bertin       | -       | a 46'25"   |
| 5    | Charles Meyer     | -       | a 1h12'58" |
| 6    | Rodolfo Muller    | -       | a 1h31'30" |
| 7    | Gaston Herrinck   | -       | a 1h59'54" |
| 8    | Jules Cordier     | -       | a 2h08'15" |
| 9    | Liegeois          | -       | a 2h33'00" |
| 10   | François Monachon | -       | a 2h39'04" |